# Berufsvereinigung der Naturwissenschaftler in der Labordiagnostik
Die Berufsvereinigung der Naturwissenschaftler in der Labordiagnostik e.V. (BNLD) ist ein deutscher Berufsverband.
Dieser wurde 1993 gegründet, mit dem Ziel, die Gleichstellung und Gleichbehandlung aller in der medizinischen Labordiagnostik tätigen Personen mit abgeschlossener Hochschulausbildung und Weiterbildung durch die jeweiligen Fachgesellschaften im Interesse einer guten interdisziplinären Zusammenarbeit zu erreichen.
Der Verband kooperiert u. a. mit Fachgesellschaften wie der Deutschen Vereinten Gesellschaft für Klinische Chemie und Laboratoriumsmedizin (DGKL), die die Weiterbildung zum Klinischen Chemiker durchführt (siehe Klinische Chemie). Die Deutsche Gesellschaft für Humangenetik (GfH) vergibt den Fachtitel Fach-Humangenetiker, die Deutsche Gesellschaft für Immunologie (DGfI) den Fachtitel Fachimmunologe DGfI. Diese Fachtitel dokumentieren die Befähigung zur eigenständigen Ausführung und medizinischen Bewertung klinisch-chemischer, genetischer oder immunologischer Untersuchungen der in der medizinischen Labordiagnostik tätigen Naturwissenschaftler.